# (74115) 1998 QR48
(74115) 1998 QR48 – planetoida z pasa głównego asteroid okrążająca Słońce w ciągu 4,3 lat w średniej odległości 2,64 j.a. Odkryta 17 sierpnia 1998 roku.